# Podalonia clypeata
Podalonia clypeata är en biart som beskrevs av Murray 1940. Podalonia clypeata ingår i släktet Podalonia och familjen grävsteklar. Inga underarter finns listade i Catalogue of Life.